# 保幼激素
保幼激素（英語：Juvenile hormones，简称为JHs）是一类对昆虫生理学的多个方面起调控的无环倍半萜类。JH类调控发育、生殖、滞育及非遗传多型性。

所有的保幼激素